# Frans de Ruiter

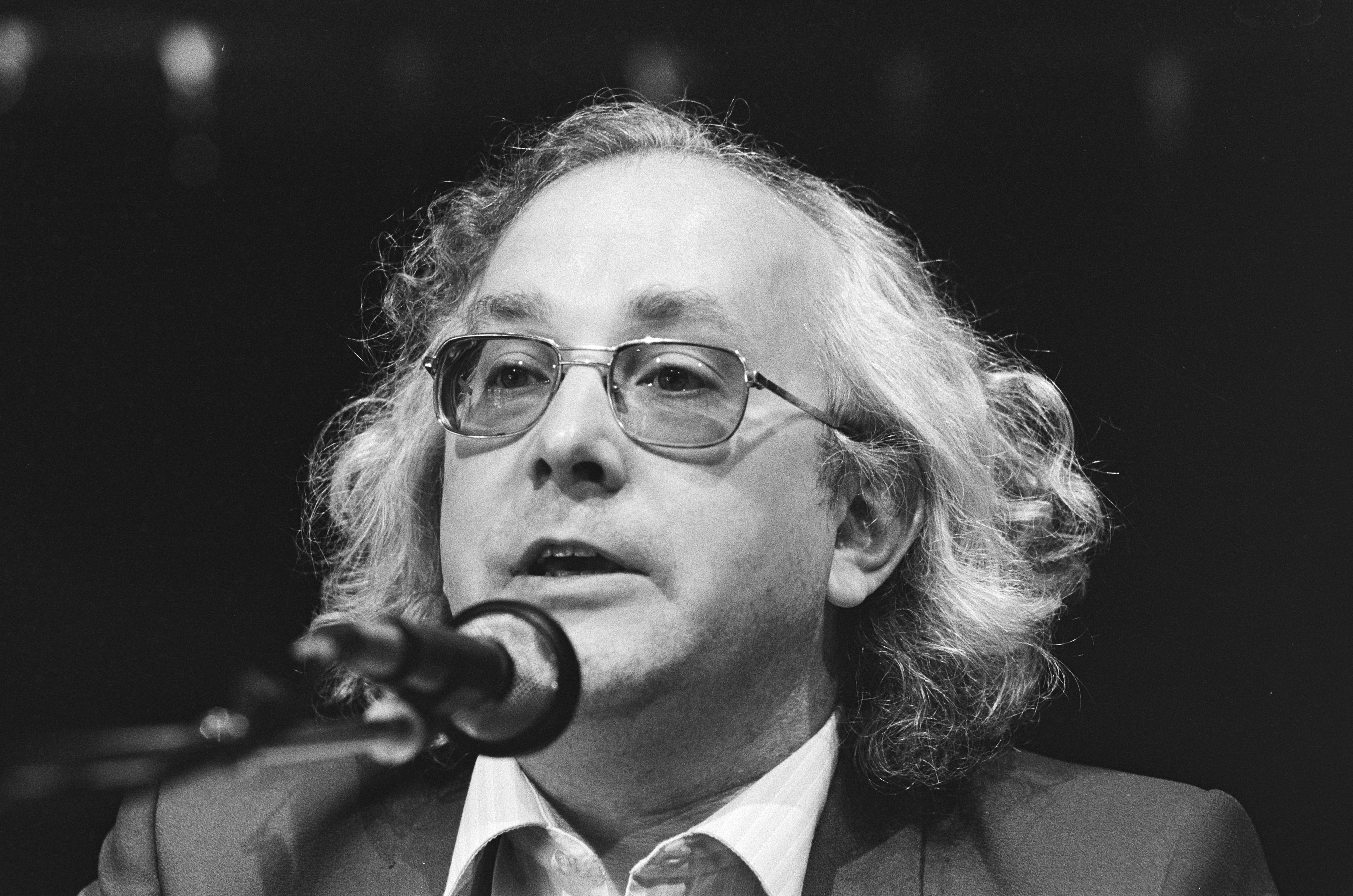
Frans de Ruiter (1985)

Frans de Ruiter (drs. F.C. de Ruiter) (Rotterdam, 4 mei 1946 – onbekend,  16 juli 2025) was een Nederlands musicus en musicoloog, maar verdiepte zich later in bestuurlijke functies binnen de culturele wereld.
Zijn beroepsopleiding ontving hij aan de Universiteit Utrecht middels een studie muziekwetenschap. Voorts studeerde hij aan het Muzieklyceum Amsterdam klavecimbel waarvoor hij de einddiploma’s B en C haalde. Hij nam deel aan operaproducties in Utrecht en kwam als zodanig in contact met het Holland Festival. Hij was eerst assistent van Jo Elsendoorn, maar vanaf 1978 tot 1985 was hij directeur van het festival.  De laatste jaren combineerde hij die functie met het adjunct-directeurschap bij het Haags Conservatorium. In 1982 kwam er dankzij zijn inspanningen ook het Festival Oude Muziek Utrecht bij. Hij zat op het conservatorium naast Jan van Vlijmen die op het laatste besloot nog even aan te blijven. In 1985 werd De Ruiter er directeur; de functie zou hij tot in 2006 bekleden.
In 1992 kwam er dankzij hem en Martijn Sanders de belangenvereniging Kunsten ‘92 (belangen podiumkunstenaar), waarvan hij in 1999 afscheid nam.  In 1996 hielp hij de Dutch National Opera Academy van de grond; een samenwerking tussen het Conservatorium Den Haag en het Conservatorium van Amsterdam. Hij was voorts de “redder” van Instituut voor Sonologie dat opgeheven dreigde te worden, maar middels opname in het Haags Conservatorium een voortbestaan kreeg.
Ook op verder bestuurlijk vlak stond hij zijn mannetje; hij had zitting in de European Festival Association (werd er erelid), International Music Council (UNESCO) en The European House for Culture. Bovendien gaf hij jarenlang les aan ACPA van de Hogeschool der Kunsten Den Haag en Rijksuniversiteit Leiden.
In 2010 ontving hij al het erekruis van de huisorde van Oranje-Nassau.